# صناعة السيارات في المغرب
تشجع الحكومة المغربية الإستثمار في قطاع صناعة السيارات من خلال إعفاء الشركات من أداء بعض الضرائب في السنوات الخمس الأولى. ويقود هذه الصناعة في المغرب الإستثمار الأجنبي من قبل المُصَنّعَين الفرنسيين رونو-نيسان وبيجو سيتروين والمُصَنع الصيني بي واي دي، بالإضافة إلى وجود شركات صناعية محلية صغيرة بما في ذلك لاراكي، كما تجدر الإشارة هنا إلى أن فيات أنهت دورها الإنتاجي في المغرب سنة 2003 من خلال بيع حصتها في الشركة المغربية لصناعة السيارات إلى رونو.
حسب تقرير المنظمة الدولية لمصنعي السيارات (OICA) لسنة 2016 فإن المغرب جاء في الرتبة الأولى عربيا، والثانية أفريقيا، والثامنة والعشرين عالميا من حيث إنتاج السيارات بإنتاج بلغ 345,106 سيارة ومركبة.

## مرافق الإنتاج

### رونو
اُفتُتِحت منشأة الشركة المغربية لصناعة السيارات المعروفة اختصارا بِصوماكا في الدار البيضاء في عام 1959، وهي الآن مملوكة بنسبة 80% من قِبل مجموعة رونو و 20% من قِبَل بيجو-سيتروين، وتُنتَج حاليا بالمنشأة سيارات رونو كونغو، داسيا لوغان وداسيا سانديرو، وقد انتهى إنتاج رونو 4 في عام 1993 كما كان المرفق ينتج في السابق نماذج رونو 5، رونو 12، ورونو 18، وتبلغ الطاقة الإنتاجية للمصنع حوالي 80000 سيارة سنويا ويعمل بها 1307 موظفا.

### مجموعةرونونيسان
افتَتَحت رونو-نيسان منشأة في طنجة سنة 2012 وتقوم بتصنيع داسيا لودجي و داسيا دوكر ونيسان جي تي أر بقدرة إنتاجية بدائية بلغت 170000 مركبة سنويا على خط تجميع واحد ويشتغل بالمصنع 5086 موظفا.

### مجموعةبيجوسيتروين
أعلنت بيجو سيتروين سنة 2015 عن استثمار قدره 557 مليون يورو في مصنع جديد بمدينة القنيطرة يُقَرَّر ٱفتتاحه في عام 2019 لإنتاج المَركبات والمحركات من الفئة B و C بطاقة إنتاجية تبلغ 000 90 محرك ومركبة مع إمكانية التوسع إلى 000 200 وحدة.

### بي واي دي
بي واي دي (بالإنجليزية: BYD) وهي ٱختصار لجملة "Build Your Dreams" التي تعني بالعربية «ابنِ أحلامك» أو «بناء أحلامك»، افتتحت في سبتمبر 2017 مصنعا لصناعة السيارات العاملة بالبطاريات (battery-powered vehicles) في طنجة وهي بذلك ثالث مصنع للسيارات في المغرب،
وتأمل بي واي دي الاستفادة من موقع المغرب الإستراتيجي كبوابة للسوق الأوربية والإفريقية.

### فيات
كانت تقوم فيات في السابق بتجميع سيارات فيات أونو وفيات باليو في منشأة صوماكا حيث تم إنتاج فيات باليو من 1997 إلى 2003 عندما توقف التجميع وباعت فيات حصتها في صوماكا، كما كانت تقوم الشركة بتجميع فيات 127 وفيات 131 في أوائل الثمانينيات.

### لاراكي
لاراكي (بالإنجليزية: Laraki)، شركة مغربية متخصصة في صناعة السيارات الخارقة والسيارات الرياضية، تأسست سنة 1999 بالدار البيضاء، من طرف رجل الأعمال المغربي عبد السلام العراقي، قامت الشركة لغاية 2008 بالتعاون مع شركة لامبورغيني الإيطالية لإنتاج ثلاث سيارات هي فولغورا والبراق وإيبيتوم.التي تعتبر أحد سيارات المستقبل الرائدة.

## إنتاج رونو في المغرب
قرر مُصَنِّع السيارات الفرنسي رونو-نيسان الإستثمار في شمال المغرب وتحديدا في مدينة صغيرة تسمى ملوسة، وتمتلك المدينة موقعا جغرافيا استراتيجيا بحكم أنها تبعد نصف ساعة فقط عن ميناء طنجة المتوسط أكبر ميناء في المغرب، وهذا يُسهِّل بشكل كبير من عملية نقل السيارات المصنعة الجديدة وإيصالها في أقرب وقت ممكن إلى الميناء للتصدير سواء إلى أوروبا أو إلى بعض البلدان في منطقة الشرق الأوسط وشمال أفريقيا. قرّرت شركة رونو-نيسان استثمار ما يقرب من 10 مليارات درهم (حوالي مليار يورو) من أجل بناء هذا المشروع، ووفقا لوزير الصناعة والتجارة والإستثمار والاقتصاد الرقمي المغربي مولاي حفيظ العلمي فإن رونو-نيسان تهدف إلى خلق «نظام إيكولوجي صناعي» (industry ecosystem) الشيء الذي سيجذب العديد من الشركات الأخرى المتخصصة في صنع قطع غيار السيارات لتستثمر في نفس المنطقة في المستقبل من أجل تزويد رونو نيسان بالأجزاء التي ستكون على السيارة النهائية.
بدأ المصنع في سنته الأولى بصنع 870 48 مركبة، ووفقا للشركة فإنها كانت تتوقع أن يصل الإنتاج بعد ذلك إلى أكثر من 000 250 سيارة بحلول عام 2015، لكنها أعلنت بكونها تجاوزت توقعاتها من خلال صنع 053 288 مركبة. ووضعت الشركة ٱستراتيجية للوصول إلى 000 400 مركبة سنويا من خلال تقديم بعض الفوائد للعمال للعمل في نهاية الأسبوع. وقد ذكرت الشركة أيضا أن معظم إنتاج المصنع هو من سيارة داسيا سانديرو لتحقيقها نجاحا كبيرا على مستوى المبيعات وخاصة في المغرب وفرنسا، وتبلغ تكلفة سيارة داسيا سانديرو حوالي 000 11 دولار (حوالي 8000 يورو) مما جعلها تباع بكميات كبيرة بسبب ٱنخفاض سعرها، ووفقا للشركة، فإن سانديرو تمثل ما يقرب من 50% من إجمالي إنتاج المصنع، تليها داسيا دوكر بنسبة 25%، ثم داسيا لوغان بنسبة 14%، وأخيرا داسيا لودجي بنسبة 11% من إجمالي الإنتاج. وقد شهد إنتاج داسيا لودجي زيادة كيرة بعد ارتفاع الطلب على السيارة في السوق المغربية خاصة مع عملية ٱستبدال سيارات الأجرة الكبيرة من مرسيدس القديمة إلى سيارة لودجي الجديدة بٱعتبارها أكثر ملاءمة للبيئة. وفيما يتعلق بالعمالة، أعلنت مجموعة رونو-نيسان أن 000 10 شخص قد تم توظيفهم مباشرة بالشركة في كل من مصنع طنجة ومصنع صوماكا في الدار البيضاء، وتقول الشركة أن نسبة التوظيف قد ٱرتفعت بنسبة 6% 206 في سنة واحدة فقط، ومن المتوقع أن تستمر هذه النسبة في الارتفاع سنويا تقريبا وذلك بسبب ٱرتفاع الطلب الحالي على منتجات الشركة. وتركز الشركة على تصدير جميع المنتجات المصنوعة هنا في المغرب إلى أوروبا وبعض البلدان في منطقة الشرق الأوسط وشمال أفريقيا تقريبا، وتقوم الشركة حاليا بتصدير السيارات إلى أكثر من 22 دولة حول العالم، وتهدف إلى زيادة هذا العدد بحلول عام 2020. وتجدر الإشارة هنا إلى أن مصنع طنجة يصدر ما يقرب من 94% من إنتاج السيارات إلى الخارج مقارنة مع 68% من التصدير في مصنع صوماكا بالدار البيضاء، وتستحوذ شركة رونو-نيسان حاليا على ما يقرب من 38% من حصة السوق المغربية وتهدف إلى زيادة الإنتاج والجودة معا لجذب المزيد من الزبائن ومحاولة الرفع من حصتها في السوق المغربية.
ومن أجل خلق مصنع رونو-نيسان في طنجة، كان للشركة العديد من الضمانات من الحكومة المغربية ومن بعض الممولين. وكان على المغرب أن يفي ببعض الوعود التي قطعها على الشركة لكي تستثمر في البلد، وقد وعدت الحكومة المغربية بتمويل مركز للتكوين من شأنه تمكين العمال الجدد من ٱكتساب المعرفة والخبرة في العمل الذي سيقومون به في المصنع، كما أنشأ المغرب البنية التحتية اللازمة التي من شأنها تسهيل جميع الخدمات اللوجستية اللازمة لإيصال السيارات الجديدة إلى ميناء طنجة المتوسط، فأنشأ طريقا صغيرة جديدة وخطا جديدا للسكة الحديدية يربط المصنع بالميناء. والدافع لذلك كله بالنسبة للمغرب هو تطوير صناعة السيارات في المملكة، وتقول الحكومة أن هذه الأنواع من الصناعات سوف تخلق العديد من مناصب الشغل، وأيضا سيدفع العديد من الشركات -كما ذُكر سابقا- المختصة في صنع قطع غيار السيارات للاستثمار في المملكة.

## الاستثمار المستقبلي في صناعة السيارات
وبالنظر إلى نجاح هذا الاستثمار، يميل المغرب إلى توسيع صناعة السيارات حتى يتمكن من الحفاظ على صادراته، وقد تم التوصل مؤخرا إلى اتفاق نهائي بين الحكومة المغربية ومجموعة «بيجو-سيتروين» يروم إلى إنشاء مصنع جديد بالقرب من القنيطرة مع ٱستثمار قدره 6 مليارات درهم (557 مليون يورو). ويهدف المغرب حاليا إلى تصدير 10 مليارات دولار سنويا بحلول عام 2020 من صناعة السيارات وحدها. وسيؤثر هذا إيجابا على الإقتصاد المغربي بشكل كبير، حيث أنه سيؤدي أولا إلى الرفع من مساهمة القطاع الصناعي في الناتج المحلي الإجمالي إلى 20%. هذه الإستثمارات من طرف كل من رونو وبيجو سيتروين سوف تجذب المزيد من الشركات للقدوم والإستثمار في البلاد خصوصا بعد النجاح الذي حققته رونو والنجاح المستقبلي الذي ستشهده بيجو ستروين. وسيكون مصنع بيجو-سيتروين الجديد هو أكبر استثمار قادم، وتهدف الشركة إلى إنتاج 000 200 مركبة خلال السنوات الأولى من وجودها في المملكة مع إمكانية التوسع في الإنتاج، وسيبدأ مصنع بيجو-سيتروين الجديد في صنع سيارات قليلة التكلفة وستبيعها بسعر معقول مستهدفة الاقتصادات الناشئة، وتستهدف بيجو أساسا مناطق إفريقيا والشرق الأوسط. كما سيعمل المصنع الجديد على توظيف 4500 عامل. ومن أهم النقط الجديدة في المصنع هو أنه سيعمل على صنع المحركات محليا في المغرب كما ستعمل الشركة أيضا على ٱستثمار 13 مليار درهم (حوالي مليار يورو) لصنع قطع غيار السيارات في المغرب بدلا من استيراد الأجزاء وتجميعها، وهذا من شأنه أن يساعد الاقتصاد المغربي على المضي قدما لأن العديد من الشركات المغربية سيكون لها زبناء ومشترون جدد لمنتجاتها.

## عائدات الاستثمار في قطاع صناعة السيارات
تهدف شركة رونو-نيسان إلى مضاعفة إنفاقها على قطع غيار السيارات التي ستشتريها من الشركات الأخرى التي تصنع هذه الأجزاء على الأراضي المغربية مما سيساعد على خلق 000 50 منصب شغل جديد. ومنذ إنشاء المصنع الجديد في طنجة، تم إنشاء أكثر من 170 مصنع لتلبية الطلب على قطع غيار السيارات، وقد تم تحقيق أكثر من 50 مليار درهم (حوالي 4.5 مليار يورو) من الإيرادات وخلق أكثر من 000 90 منصب شغل مباشر وغير مباشر.
وللمرة الأولى في تاريخ الاقتصاد المغربي، أصبح قطاع صناعة السيارات أول قطاع للتصدير، حيث تجاوزت إيرادات صادرات السيارات إيرادات تصدير الفوسفاط بفضل الاستثمار الجديد في صناعة السيارات في ملوسة بالقرب من طنجة. أصبح المغرب الآن مُصدِّرا للسيارات وقطع غيار السيارات، ويزود العديد من البلدان في المنطقة وأوروبا، وبعد إحداث المصنع الجديد في طنجة تحسن المستوى المعيشي للسكان الذين يعيشون في المنطقة، سواء عن طريق توظيف الفنيين، المديرين، والمهندسين الجدد، أو شركات التأمين… وكل مناصب الشغل الجديدة تؤدي إلى خلق ثروة صغيرة بالمنطقة حيث تدفع الشركة 25% أعلى من الحد الأدنى للأجور في المغرب، وأصبح للسكان المحليين مصدر قار للدخل وهذا يساعد على تحسين الاقتصاد المحلي. تم إنشاء طرق جديدة عالية المستوى، وطرق سريعة صغيرة جديدة تربط المصنع بالميناء، ومدرسة ثانوية جديدة وإقامة للطلاب الذين يدرسون في المدرسة الثانوية. ووفقا لمدير رونو بول كارفالهو Paul Carvalho فإن قرية ملوسة ستصبح قريبا أغنى قرية في المستقبل القريب بفضل مصنع رونو-نيسان.

## الانعكاسات على الناتج المحلي الإجمالي
في الوقت الراهن، تساهم صناعة السيارات في المملكة ب 16% من الناتج المحلي الإجمالي المغربي، ومن المرتقب أن ترتفع هذه النسبة إلى 20% بمجرد أن تبدأ بيجو-سيتروين الإنتاج. وقد تجاوزت صناعة السيارات في المغرب التوقعات خاصة فيما يتعلق بالتصدير، حيث أنها تجاوزت صادرات الفوسفاط وتجاوزت أيضا صادرات المنتجات الزراعية إذ بلغت صادرات المغرب من صناعة السيارات 35 مليار درهم (حوالي 3 مليارات يورو) مقابل 34 مليار درهم (حوالي 2.9 مليار يورو) من صادرات الفوسفاط، و31 مليار درهم (حوالي 2.7 مليار يورو) من صادرات المنتجات الزراعية، والجدير بالذكر أن قطاع السيارات مكن من إحداث 505 آلاف منصب شغل وإنتاج 700000 سيارة في سنة 2019، متجاوزا بذلك الأهداف التي سطرتها الحكومة في مخططها للتسريع الصناعي الذي حدد أهدافا إستراتيجية وطموحة، من خلال خلق 500 ألف منصب شغل جديد وإنتاج 600 ألف سيارة بحلول عام 2023.